# Municipio de Barren Fork (Arkansas)
El municipio de Barren Fork (en inglés: Barren Fork Township) es un municipio ubicado en el condado de Izard en el estado estadounidense de Arkansas. En el año 2010 tenía una población de 538 habitantes y una densidad poblacional de 18,66 personas por km².

## Geografía
El municipio de Barren Fork se encuentra ubicado en las coordenadas 35°57′48″N 91°44′32″O / 35.96333, -91.74222. Según la Oficina del Censo de los Estados Unidos, el municipio tiene una superficie total de 28.84 km², de la cual 28,84 km² corresponden a tierra firme y (0 %) 0 km² es agua.

## Demografía
Según el censo de 2010, había 538 personas residiendo en el municipio de Barren Fork. La densidad de población era de 18,66 hab./km². De los 538 habitantes, el municipio de Barren Fork estaba compuesto por el 95,91 % blancos, el 1,3 % eran afroamericanos, el 0,93 % eran amerindios, el 0,37 % eran isleños del Pacífico y el 1,49 % eran de una mezcla de razas. Del total de la población el 0 % eran hispanos o latinos de cualquier raza.